# Datorspelsåret 2000

## Händelser

### Mars

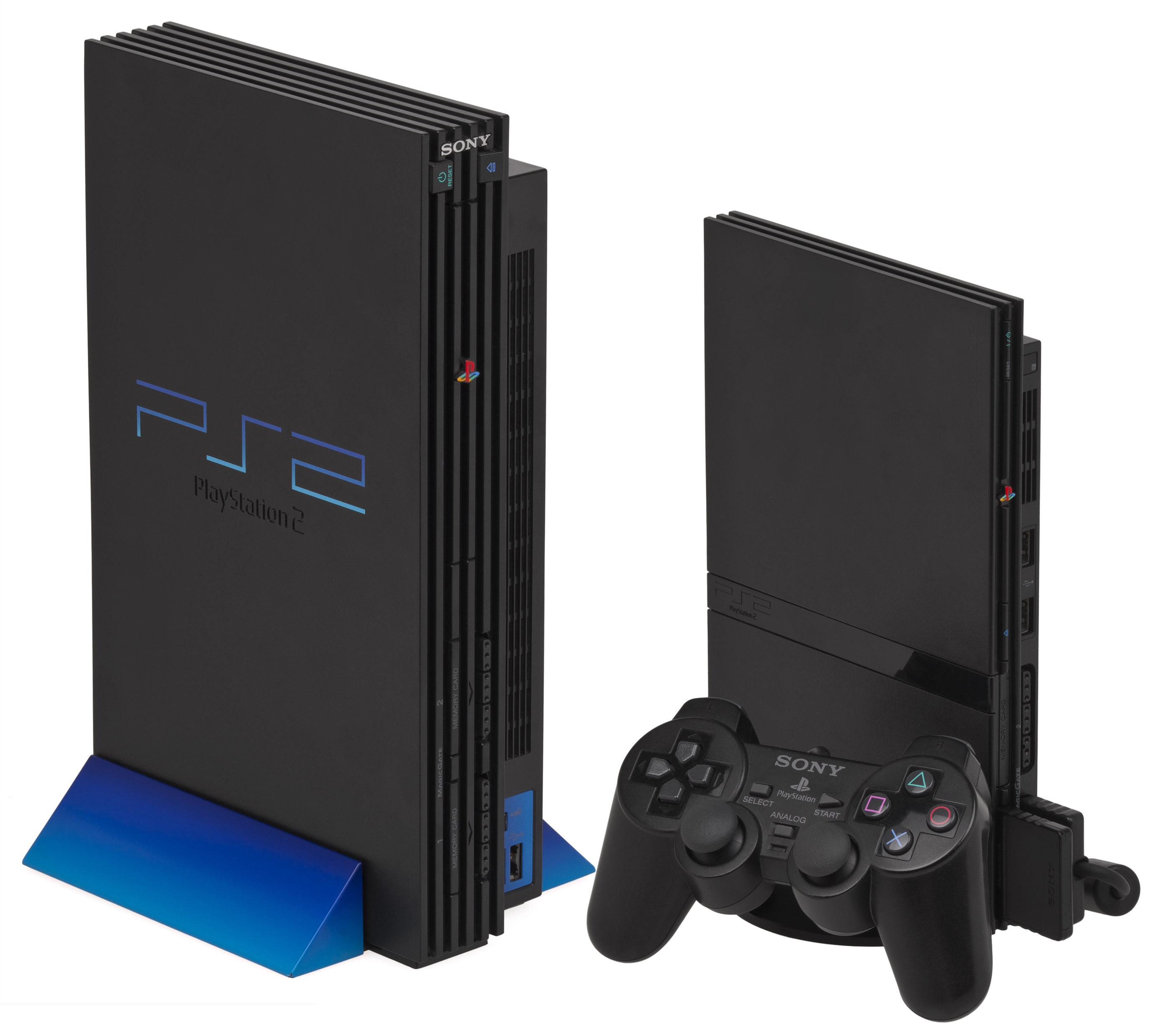
Playstation 2

- 4 mars - Sony lanserar hem-TV-spelskonsolen "Playstation 2" i Japan.

### April
- April - Första Dataspelsgalan hålls på Operaterrassen i Stockholm.[1]

### Maj
- 11-13 maj - Den sjätte årliga E3-mässan hålls i Los Angeles i Kalifornien i USA.[2]

### Juni
- 26 juni - Spelutvecklarnas världsorganisation "Computer Game Developers Association" byter namn till "International Game Developers Association".
- 30 juni - Nintendos satellitmodem Satellaview tas ur bruk.

### Oktober
- 26 oktober - Sony lanserar hem-TV-spelskonsolen Playstation 2 i Nordamerika.

### November
- 24 november - Sony lanserar hem-TV-spelskonsolen Playstation 2 i flera EU-medlemsstater.

### Okänt datum
- I Kina förbjuds försäljning av icke-kinesiska spelkonsoler.[3]

## Spel släppta år2000

### PC
- Homeworld
- The Longest Journey
- NHL 2001
- Red Alert 2
- Diablo II

### Arkadspel
- Giga Wing 2

### Nintendo 64
- Perfect Dark
- The Legend of Zelda: Majora's Mask
- Banjo-Tooie

### Playstation
- NHL 2001

### Dreamcast
- Crazy Taxi
- Resident Evil: Code Veronica

### Fotnoter
1. ↑  ”Dataspelsgalan 2000”. Dataspelsgalan. 14 mars 2000. Arkiverad från originalet den 25 mars 2016. https://web.archive.org/web/20160325140101/http://www.dataspelsgalan.se/2009/02/01/dataspelsgalan-2000/. Läst 25 mars 2014.
2. ↑  ”Attendance and Stats” (på engelska). IGN. http://www.ign.com/wikis/e3/Attendance_and_Stats. Läst 21 maj 2015.
3. ↑  ”Kina slopar förbud mot spelkonsoler”. Svenska Dagbladet. 7 januari 2014. http://www.svd.se/naringsliv/digitalt/kina-slopar-forbud-mot-spelkonsoler_8871974.svd. Läst 7 januari 2014.